# Forcipomyia stami
Forcipomyia stami är en tvåvingeart som beskrevs av Wirth och Ratanaworabhan 1978. Forcipomyia stami ingår i släktet Forcipomyia och familjen svidknott.
Artens utbredningsområde är Kongo. Inga underarter finns listade i Catalogue of Life.